# Apamea brunneata
Apamea brunneata là một loài bướm đêm trong họ Noctuidae.